# Area 19 di Brodmann
L'area 19 di Brodmann, nell'acronimo inglese BA19, è una regione del lobo occipitale del cervello. Assieme all'area 18,  comprende la corteccia extrastriata (o peristriata). Negli umani con una vista nella norma, la corteccia extrastriata è un'area di associazione visiva, riconoscimento delle caratteristiche, forme, e funzioni di integrazioni dell'attenzione, e varie altre funzioni.

## Negli umani
La regione è anche conosciuta come area peristriata 19, e si riferisce ad una divisione citoarchitetturale di una regione occipitale. Occupa parte della lingula, del cuneo, la circonvoluzione laterale occipitale (H) e la circonvoluzione occipitale superiore nel lobo occipitale dove confina anche con il solco parieto-occipitale. Confina da un lato con l'area peristriata 18, che essa circonda. Rostralmente, confina con l'area angolare 39 e l'area occipitotemporale 37.

## Cercopitechi
L'Brodmann area 19 è stata definita su basi citoarchitettoniche anche nei cercopitechi. Da questo punto è omologa all'area peristriata 19 nell'uomo. Tra i tratti distintivi citiamo: Rispetto all'area 18 di Brodmann, le cellule piramidali del substrato 3b dello strato piramidale esterno (III) non sono distribuite altrettanto densamente, lo strato non è altrettanto stretto, ed i suoi confini con lo strato granulare (IV) non sono altrettanto distinti; le cellule del substrato 3b sono concentrate nel suo confine esterno lasciando un sottile spazio sgombro con nessuna cellula piramidale particolarmente grande adiacente allo strato IV; le cellule granulose dello strato IV sono meno densamente distribuite e sono intervallate da cellule polimorfiche larghe; lo strato piramidale interno (V) è caratterizzato da grandi gangli piramidali, la maggior parte dei quali in piccoli gruppi, e tale schema non è riscontrabile nell'area 18; le cellule dello strato multiforme (VI) sono chiaramente più grandi rispetto all'area 18; complessivamente, questa regione è più spessa e meno densamente riempita rispetto all'area 18.

## Funzione
L'area 19 è una fascia delineata dal punto di vista istologico e confinante anterolateralmente con l'area visiva 18. Le registrazioni elettrofisiologiche della regione nel cervello dei gatti suggerisce una sensibilità alle sagome in movimento; altre registrazioni effettuate su primati hanno prodotto vari risultati, indicando che questa regione potrebbe essere una raccolta eterogenea di aree visive, con molte rappresentazioni incomplete della scena visiva.
Riguardo agli umani, si ritiene che questa fascia contenga regioni corrispondenti alle aree visive V3, V4, V5 (chiamata anche nell'acronimo inglese MT, area temporale mediale), e V6 (detta anche area dorsomediale) dei primati. La risonanza magnetica funzionale mostra la presenza di varie mappe retinotopiche nell'area. In generale, le diverse regioni che comprendono l'area 19 hanno delle connessioni reciproche con le aree 17 e 18, come le aree associative posteriori del lobo parietale e quelle inferiori del lobo temporale.
Inoltre, l'area è nota per ricevere input dalla retina attraverso il collicolo superiore ed i nuclei pulvinari, e potrebbe avere un ruolo nel fenomeno della visione cieca. Nei pazienti ciechi fin da giovani, l'area veniva attivata da stimoli somatosensoriali.
Alla luce di questi studi, si pensa che l'area 19 sia il punto di differenziazione dei due flussi visivi, dei circuiti del "cosa" e del "dove". La regione dorsale potrebbe contenere dei neuroni motori-sensitivi, e le regioni ventrali potrebbero essere specializzate nel riconoscimento degli oggetti.